# ناتالی موسزکووسکا
ناتالی موسزکووسکا (Natalie Moszkowska)‏ (۱ می ۱۸۸۶ – ۲۶ نوامبر ۱۹۶۸)، اقتصاددان اجتماعی لهستانی بود که سهم بارزی در نظریهٔ مارکسیستی ارزش و بحران مبنی بر سرمایه انحصاری و تفسیر اقتصادی مصارف نظامی داشت.

## زندگی و حرفه
ناتالی موسزکووسکا در سال ۱۸۸۶ میلادی در ورشو، لهستان از الکساندر مسکوسکی و ایولین جوهوهلر متولد شد. او عضو حزب دموکراتیک اجتماعی لهستان بود. در حدود سال ۱۹۰۰ میلادی، به تعقیب شکنجه‌های دولت تزاری، او از امپراطوری روسیه به سوئیس مهاجرت کرده و در دانشگاه زوریخ ثبت نام کرد. در ماه ژوئیه ۱۹۱۴، موسزکووسکا تحت نظارت هنریش سیویکینگ، دکترایش را در اقتصاد (doctor oeconomiae publicae) به‌دست‌آورد. پایان‌نامه او بر پس‌اندازهای بانکی کارگران در صنایع ذغال سنگ و فولاد لهستان بود. او که در سال ۱۹۱۱ میلادی در پادشاهی لهستان بود، در تحقیقاتش از اسناد روسی استفاده کرد. در پایان سال ۱۹۱۸ میلادی، پس از انقلاب اکتبر سال ۱۹۱۷ و در جریان انقلاب نوامبر در آلمان، مقامات سوئیسی بر موسزکووسکا مشکوک شدند که از بولشویسم حمایت می‌کند. زمانی که موسزکووسکا و لیبا چایم کاپلان از آنچه برنامه‌ریزی شده بود بیشتر در آلپنهوتل در ویسن-آمدن، سوئیس، ماندند، پلیس بلوک سنت گال با سؤ ظن این «جوره روسی» را زیرنظر داشت و به‌صورت منظم پست‌های راجستر شده دریافت می‌کردند.
موسزکووسکا در سال ۱۹۲۳ میلادی به عنوان استاد راهنما در زوریخ کار کرده و به رسانه‌های اتحادیه و سوسیالیست می‌نوشت، طوری که سه کتاب و چندین مقاله منتشر کرد. او مربوط به حزب سوسیالیست سوئیس بود و در مناظرات روی اقتصاد شرکت کرد. او با جامعه علمی بین‌المللی، از جمله ماوریس دوب، آدولف لوی و ادگار سالین، تماس‌هایش را حفظ کرد. موسزکووسکا هیچگاه ازدواج نکرد و در ۲۶ نوامبر ۱۹۶۸ میلادی درگذشت.

## آثار عمده

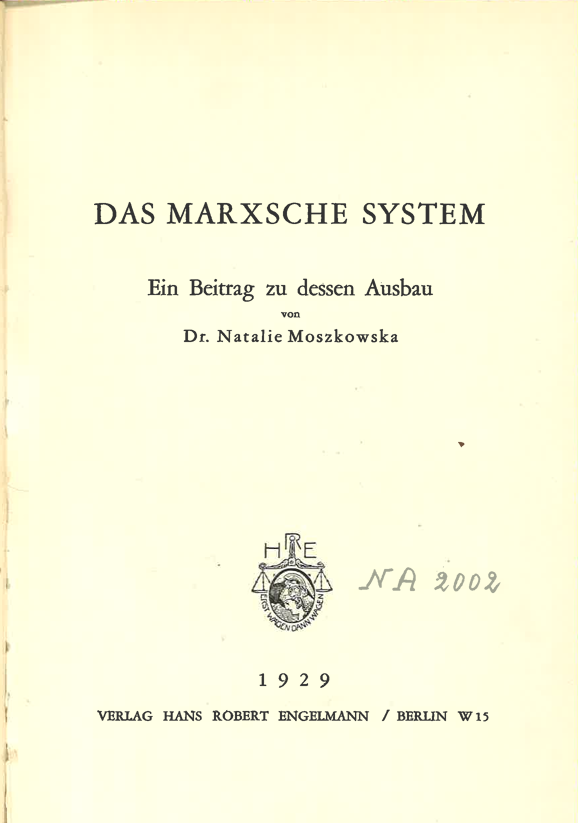
عنوان یکی از کتاب های نوشته شده توسط ناتالی موسزکووسکا

### نظام Das Marxsche (1929)
اولین کتاب موسزکووسکا پس از تز او نظام مارکسیستی (نظام Das Marxsche) بود که در سال ۱۹۲۹ میلادی توسط سردبیر برلین، رابرت انگلمان منتظر گردید. بخش اول کتاب او از نظریهٔ ارزش کارگری، مشابه به نقطه نظر لادسلاوس فان بورتکیویز، دفاع می‌کند. موسزکووسکا از تعداد زیاد غیرمعمول نمونه‌های دیجیتالی تغییر ارزش به قیمت تولید استفاده نمود.
در بخش دوم کتاب، مشابه به بورتکیویز، موسزکووسکا برخورد مارکس با رکود نرخ مفاد را نقد کرده و آن را در جلد سوم کتابش Das Kapital توضیح داد. موسزکووسکا از مقدمه ماشین جدید کاپیتالیستی صرف در صورتی دفاع می‌کرد که قیمت تولید حداقل برابر پرداخت دستمزد کارگر باشد؛ بنابراین تمام فناوری‌های پیشرفته جدید مؤلدیت را افزایش داده، از طریق افزایش اوسط تولید یک کارگر، بر نرخ مفاد تأثیر می‌گذارند. تحلیل تکنیکی او بعدها به نام نظریه اوکیشیو معروف است: اختراعات پایدار که نرخ مفاد را کاهش می‌دهند، به‌صورت مستقیم با افزایش دستمزد واقعی ربط دارند. او به این نتیجه رسید که تمایل نرخ مفاد به رکود نباید به عنوان یک پیش‌بینی تاریخی تعبیر شود، بلکه یک رابطه کارا میان نرخ افزایش بها و نرخ مفاد است. به عبارت دیگر، می‌تواند توسط «قانون تمایل نرخ مفاد به سقوط» و «قانون روند بالائی در نرخ استثمار» توضیح داده شود که قانون دوم شایع شده‌است.
در بخش سوم کتابش، موسزکووسکا نتیجه خود را در نظریهٔ بحران اجرا کرد، اما مدل نرخ مفاد که در جلد سوم Das Kapital مارکس آمده بود، را رد نمود. او با این ایده که عدم تناسب انواع مختلف تولید باعث چرخه‌های اقتصادی شده‌است مخالفت کرد و معتقد بود که عدم تناسب بنیادی در اقتصاد کاپیتالیستی به دلیل توزیع اتفاق افتاده‌است. سهم بیشتر مفاد منجر به تجمع بیش از حد سرمایه شده و بحران مصرف کم را بار آورده‌است، در حالی‌که دستمزدهای واقعی افزایش یافته و عدم استخدام سریعاً کاهش یافته‌است. نتیجه مفاد اندک بود که شکوفایی را خاتمه می‌دهد. موسزکووسکا معتقد بود که مصرف اندک، قوی‌ترین توضیح است.

### Zur Kritik moderner Krisentheorien (1935)
موسزکووسکا در اثر دومش، انتقاد نظریات مدرن بحران (Zur Kritik moderner Krisentheorien) که در سال ۱۹۳۵ میلادی به نشر رسید، نظریات موجود بحران که توسط نویسندگان سوسیالیست آلمانی و اتریشی، مثل آدولف لوی، امیل لیدرر، هنریک گروسمان، اوتو باور و گوستاف لانداور، توضیح داده شده بودند، نقد کرد. این کتاب دوران رکود را دربر می‌گیرد، موضوعی که در زمان نشر این کتاب در اذهان مردم باقی مانده بود.
موسزکووسکا از دستمزد که متعاقباً رشد مؤلدیت کار به ارمغان می‌آید، طوری حمایت کرد که سهم دستمزدها ثابت و متوازن باقی می‌ماند. او پیشرفت تکنیکی، موضوعی که در کتاب قبلی‌اش توسعه داده بود، را معادل بالا رفتن نرخ مفاد قلم‌داد کرد. موسزکووسکا معتقد بود که افزایش بها به دلیل تنظیمات نامتجانس قیمت‌ها، افزایش می‌یابد. دستمزدها و قیمت مواد خام نسبت به قیمت کالاهای تولید شده سریع‌تر کاهش می‌آبند.
موسزکووسکا از نظریهٔ مصرف اندک به عنوان توضیح رکود کاپیتالیسم حمایت کرد:
«در صورتی که فاصله میان تولید و مصرف فراتر از یک نقطه مشخص باز شود و اگر کم‌بود مصرف به یک عرض مشخص برسد، فقر نسبی قطعی خواهد شد. تولید کاهش یافته و کارگران خود را بیرون از کار خواهند یافت. اگر کاپیتالیسم کلاسیک توسط یک فقر نسبی توصیف گردد، کاپیتالیسم مدرن ازین‌رو معادل فقر مطلق می‌گردد. و این فقر مطلق، رکود بزرگ کاپیتالیسم بوده و در درازمدت غیرپایدار می‌باشد».
رکود بزرگ‌سال ۱۹۳۰ ثبوت نظری برای موسزکووسکا بود. نقد نظریات مدرن بحران، به دلیل اختلاف رشد میان مصرف و تولید، یک نقطه برگشت در درک او از بحران دائمی کاپیتالیسم بود.

### Zur Dynamik des Spätkapitalismus (1943)
در کتاب سوم او، دینامیک کاپیتالیسم اخیر (Zur Dynamik of Spätkapitalismus)، موسزکووسکا با درنظرگرفتن دوباره دو رویکرد به نظریهٔ بحران‌ها، «تجمع اندک» و «تجمع بیش از حد»، نقد خود به روند رو به زوال نرخ مفاد ادامه داد. تجمع اندک با نظریهٔ مدرن چرخه‌های اقتصادی و تحلیل جلد سوم Das Kapital مارکس، مانند قانون «طبیعی» و «ابدی» کاپیتالیسم، سازگار بود. با این حال، به گفته موسزکووسکا، اقتصاد سیاسی مارکسیستی باید بر قوانین «اجتماعی» و «تاریخی» تجمع بیش از حد (معادل مصرف اندک) تمرکز کند.
موسزکووسکا مشکلات ایجاد شده توسط مصارف اتفاقی یا ضایعه‌ها را تجزیه و تحلیل کرد که یک شکل کوتاه کردن فاصله میان تولید یک شرکت و مصرف آن است. استفاده نادرست از منابع واردات، یا انباشت شدن صادرات، هزینه تسلیحات و همچنین قیمت اقتصادی و اجتماعی جنگ را کنترل می‌کند. او به این نتیجه رسید که لیبرالیسم طبقه متوسط و اصلاح دموکراسی اجتماعی نمی‌تواند بااعتبار باقی بماند و بنابراین اشکال بدیل سوسیالیسم عبارت از: فاشیزم، امپریالیزم و جنگ.

## کتابشناسی
- Howard, Michael. C and John E. King (2000). Natalie Moszkowska. In Robert W. Dimand, Mary Ann Dimand and Evelyn L. Forget (eds), A Biographical Dictionary of Women Economists, Cheltenham: Edward Elgar, pp. 313–317.
- Schoer, Karl (1976). Natalie Moszkowska and the Falling Rate of Profit. New Left Review, 95(1): 92-96.
- Hagemann Harald, Heinz D. Kurz and G. Magoulas (1975). Zum Verhältnis der Marxschen Werttheorie zu den Wert- und Preistheorien der Klassiker: Bemerkungen zu W. Beckers Aufsatz „Dialektik als Methode in der ökonomischen Werttheorie von Marx. Jahrbücher für Nationaloekonomie und Statistik, 189(6): 531-543.
- Arghiri, Emmanuel (1970). La question de l'échange inégal, L'Homme et la société, 18(1): 35-59.
- Groll, S. and Z. B. Orzech (1989). From Marx to the Okishio Theorem: a Genealogy, History of Political Economy, 21(2): 253-272.
- Sweezy, Paul M. (1942). The Theory of Capitalist Development. New York: Oxford University Press.